# Маракан (посёлок)
Марака́н — посёлок в Бодайбинском районе Иркутской области. Входит в состав Артёмовского муниципального образования. 
В начале XXI века у монопрофильного посёлка не осталось дальнейших перспектив социально-экономического развития. Условия жизни в нём не соответствовали современным нормам. При этом финансовые годовые затраты на содержание поселка составляли порядка 50 млн рублей.
15 марта 2018 года Правительством Иркутской области утвержден план мероприятий по упразднению поселка Маракан на 2018-2019 годы. Перед этим, в 2017 году администрация поселения провела опрос среди жителей. Из 167 опрошенных человек за переселение высказались 149 жителей, против — 18. Расселение поселка проводилось в рамках государственно-частного партнерства с ООО «УК Полюс». Общий объем средств на предоставление жилищных субсидий составил 229,8 млн руб. на 303 человека, официально проживающих в поселке на момент расселения. В течение 2018-2019 года жители поселка были вывезены, объекты социальной и жилищной инфраструктуры закрыты. 30% мараканцев выехали за пределы района, 70% – выбрали новым местом жительства поселки Мамакан и город Бодайбо. 
На 1 января 2023 года посёлок Маракан числится в списке населенных пунктов Бодайбинского района, население составляет 0 человек. 

## География
Посёлок расположен на правом берегу реки Большой Патом, при впадении в него реки Маракан, на расстоянии 70 км к северу от рабочего посёлка Артёмовский.

## Население
| 2002 | 2010 | 2011 | 2012 |
| ---- | ---- | ---- | ---- |
| 630  | ↘389 | ↘386 | ↘378 |

## Улицы
- ул. Гагарина,
- ул. Лесная,
- пер. Почтовый,
- ул. Советская,
- ул. Школьная.